# Аднан Курал
Шеріф Аднан Курал (тур. Adnan Kural; 1910, Париж — 17 травня 1972, Москва) — турецький дипломат. Постійний представник Туреччини при Організації Об'єднаних Націй (1962—1964).

## Життєпис
Народився у 1910 році в Парижі. Він закінчив французьку середню школу Святого Бенуа в Стамбулі та закінчив юридичний факультет Університету Анкари.
З 1935 року на дипломатичній роботі в Міністерстві закордонних справ Туреччини, після виконання різноманітних внутрішніх та зовнішніх обов'язків у 1955 році був призначений у посольство в Сирії, а в 1958 році був призначений головним юрисконсультом. Він був послом в Греції у 1960—1962 роках, Постійний представник Туреччини при Організації Об'єднаних Націй у 1962—1964 роках, послом у Швейцарії у 1964—1965 роках, в Італії у 1965—1967 та в Іспанії у 1967—1969 роках. У 1972 році був призначений послом в СРСР. Під час цієї місії він помер від серцевого нападу.